# Кезгайло, Станислав Станиславович
Станислав Станиславович Кезга́йло (около 1500—1532) — государственный и военный деятель Великого княжества Литовского.

## Биография
Происходит из знатного литовского боярского рода Кезгайлов. Отец — Станислав Кезгайло — гетман великий литовский, староста жмудский, каштелян трокский и виленский. Его жена — Анна Кишка.
Староста жмудский (1527—1532), каштелян трокский (1528-1532). Согласно переписи войска литовского 1528 года, он выставлял на войну 371 конного воина со своих земель и 246 конных с земель своей жены Анны, вдовы Яна Радзивилла.